# Стоян Савов
Стоян Генов Савов е български офицер от Държавна сигурност (генерал-лейтенант).
Роден през 1924 година в Лесичово, Пазарджишко, той се включва в ранна възраст в комунистически организации. След Деветосептемврийския преврат постъпва в Държавна сигурност работи дълги години в разузнаването, достигайки през 1972 година до поста началник на Първо главно управление. От 1973 до 1990 година е заместник-министър на вътрешните работи.

## Биография

### Ранни години
Стоян Савов е роден на 23 юни 1924 година в Лесичово, Пазарджишко, в средно заможно семейство. През 1939 година, като ученик в IV клас на Пазарджишката гимназия, е приет в нелегалния комунистически Работнически младежки съюз (РМС), където след това става отговорник за класа си и член на ръководството на организацията в училището. Скоро е изключен от гимназията и се установява в родното си село, където е избран за отговорник на група на РМС.
Савов участва в комунистическото движение по време на Втората световна война. Организира дейности за събиране храна за нелегални. Задържан е от полицията по ЗЗД в продължение на 7 дни (1943). Няколко дена след освобождаването от ареста се включва в състава на чета „Стефан Караджа“ на Партизански отряд „Панайот Волов“. Като партизанин е предан и дисциплиниран боец. През август 1944 г. е приет за член на Българската комунистическа партия (БКП). След Деветосептемврийския преврат от 1944 година заминава на фронта и участва в първата фаза на участието на България във войната срещу Третия Райх. През декември 1944 година вече е в Народната школа за запасни офицери „Христо Ботев“, която завършва през септември 1945 година и е произведен в младши лейтенант.
На 24 януари 1947 година Стоян Савов е назначен за разузнавач IV степен в Държавна сигурност в Пазарджик, на 15 март е повишен в групов началник III степен, а на 30 април вече е началник на бюрото на Държавна сигурност в Пазарджик. На 27 октомври 1949 година е прехвърлен в София като началник на отделение в инспектората на Министерството на вътрешните работи (МВР), а на 1 юли 1951 година е повишен в капитан и от 30 юли е заместник-началник на инспектората. На 29 април 1952 година предсрочно е повишен в майор. През декември 1953 година завършва едногодишна специална школа в Съветския съюз.

### В разузнаването
През януари 1954 година Стоян Савов е назначен във външното разузнаване, където направо става началник на отдела за Югославия. От 1955 до началото на 1956 година работи в Югославия, а след това няколко месеца до края на 1956 година е резидент в Гърция, като на 3 май 1956 година е повишен в подполковник. Заради незнанието на чужди езици работата му в Гърция е фокусирана главно върху българските емигранти.
В Гърция Савов бързо влиза в конфликт с посланика Коста Ламбрев, когото обвинява в интригантство и грубо отношение към персонала, след като Ламбрев уволнява единствения служител на резидентурата, знаещ гръцки. Ламбрев е подкрепен от политическото ръководство в София и Савов е наказан за неспазване на субординацията, както и за загубата на секретен документ от негов подчинен. В разгара на конфликта служителка на посолството дори обвинява Савов в сексуален тормоз.
След отзоваването му от Гърция в края на 1956 година Стоян Савов работи известно време във Второ управление (контраразузнаване), а през 1958 – 1963 година е в Ливан под прикритието на дипломатически пост. На 16 април 1962 година е повишен в полковник. След връщането си от Ливан от март 1963 година Савов отново е началник отдел в разузнаването, а през април 1966 година става и заместник-началник на Първо управление.
Неуспехът на разузнаването да предвиди военния преврат в Гърция през април 1967 година предизвиква острата реакция на ръководството на режима и в него са направени значителни кадрови размествания, включващи и смяната на началника на управлението Константин Атанасов. В тази ситуация Савов отново оглавява резидентурата в Гърция, която е най-важната за българското разузнаване по това време. Той пребивава в Гърция под прикритието на първи секретар в посолството, отговорен за стопанските връзки, като по това време работата на цялата резидентура е силно ограничена от политическите репресии в страната, които силно затрудняват вербуването и поддържането на местна агентура. За най-голям успех от престоя му в Гърция е смятано връщането в България на секретен сътрудник на разузнаването с псевдоним „Бистра“, поискал преди това политическо убежище в Гърция.
Савов се връща в България на 15 февруари 1972 година, а на 19 юли е назначен за началник на Първо главно управление при разместванията в МВР след отстраняването на министъра Ангел Солаков, заемайки мястото на издигнатия за заместник-министър Димитър Кьосев. На 5 септември е повишен в генерал-майор в съответствие с длъжността му.

### Заместник-министър
След внезапната смърт на Димитър Кьосев, на 14 юли 1973 година Стоян Савов е назначен на негово място за заместник-министър на вътрешните работи, отговорен за разузнаването и архива на Държавна сигурност. Той остава на този пост дълги години, в които стават някои от тежките провали на разузнаването, допринесли за международното компрометиране на тоталитарния режим в страната, като дезертирането на Владимир Костов и убийството на Георги Марков.
През януари 1990 година Савов участва активно в масовото унищожаване на документи от архива на Държавна сигурност. По негово лично нареждане делото по оперативната разработка на Георги Марков е предадено на началника на разузнаването Владимир Тодоров, след което изчезва. Освободен е от МВР с указ от 5 февруари 1990 година, считано от 1 юли. През следващата година Савов и Тодоров са обвинени в унищожаването на служебни документи, като началото на съдебния процес е насрочено за 8 януари 1992 година.
Стоян Савов се самоубива на 6 януари 1992 година в Лесичово пред паметника на загиналия на 5 септември 1943 г. като партизанин негов другар Любомир Дарджиков. Оставя предсмъртно писмо, адресирано до жена му, в което пише: Вие знаете много добре, че много отдавна, преди 10.XI.1989 г., аз ненавиждах Тодор Живков и живковистите и не мога да преживея сега моето име да бъде опетнено и свързано с този престъпник.

## Семейство
Стоян Савов е женен за Иванка Савова, която също като него е някогашна партизанка. Двамата имат син и дъщеря.
Синът на Стоян Савов Александър Савов (р. 1955) работи в разузнаването през 1984 – 1990 година, като през последната година е под прикритието на дипломат в Ню Йорк. През 2003 година се връща на дипломатическа работа и става посланик в Южна Корея (06.10.2003 – 30.06.2008), началник отдел в Министерството на външните работи (17.09.2008 – 25.07.2010) и постоянен представител на България към ЮНЕСКО (от 2010) Работи за Ирина Бокова по време предизборните ѝ кампании за генерален директор на ЮНЕСКО (2009 и 2013) и за генерален секретар на ООН (2014 – 2016).

## Образование
- Школа за запасни офицери (декември 1944 – септември 1945)
- Контраразузнавателна школа на КГБ, СССР, (ноември 1952 – декември 1953)

## Звания
- Младши лейтенант, ШЗО (1945)
- Капитан (1 юни 1951)
- Майор (29 април 1952)
- Подполковник (3 май 1956)
- Полковник (16 април 1962)
- Генерал-майор (5 септември 1972)
- Генерал-лейтенант

## Награди
- Орден „За храброст“[15]
- Орден „За народна свобода 1941 – 1944“ (1948)[15]
- Орден „За народна свобода 1941 – 1944“ (1952)[15]
- Медал „За участие в антифашистката борба“ (1954)[15]
- Медал „За боева заслуга“ (1954)[15]
- Орден „За народна свобода 1941 – 1944“ (1959)[15]
- Орден „9 септември 1944“ II степен (1964)[15][26]
- Почетна значка на КДС (1966)[15]
- Медал „За прослужени години в МВР“ I степен (1967)[15]
- Медал „25 години МВР“ (1969)[15]
- Орден „Народна република България“ II степен (1969)[26]
- Орден „Народна република България“ I степен (1974)[15]
- Орден „9 септември 1944“ I степен (1964)[26]
- Орден „Дружба на народите“ (СССР, 1974)[15]
- Герой на социалистическия труд (22 юни 1984)[26]
- Орден „Червено знаме“ (СССР, 1974)[26]
- Орден „Народна република България“ I степен (1986, за участие в т.нар. „Възродителен процес“)[27]